# Templo de Trajano (Pérgamo)
El Templo de Trajano (en latín: Trajaneum) fue un antiguo templo romano dedicado al emperador Trajano en Pérgamo, en Asia Menor, en la actual Turquía. Fue uno de los templos más notables de Pérgamo y el centro del culto imperial romano en toda Asia Menor. Las ruinas del templo se encuentran en la acrópolis de Pérgamo, que forma parte del Patrimonio Mundial de la Unesco de Pérgamo y su paisaje cultural de estratos múltiples.

## Historia
El emplazamiento del templo de Trajano fue un lugar de culto desde principios del período helenístico. En la época romana, a principios del siglo II d. C., se construyó en este lugar un templo dedicado a Trajano. Su construcción comenzó en vida del propio Trajano (emperador 98-117 d. C.) y se completó bajo el siguiente emperador, Adriano (117-138 d. C.).

## Descripción

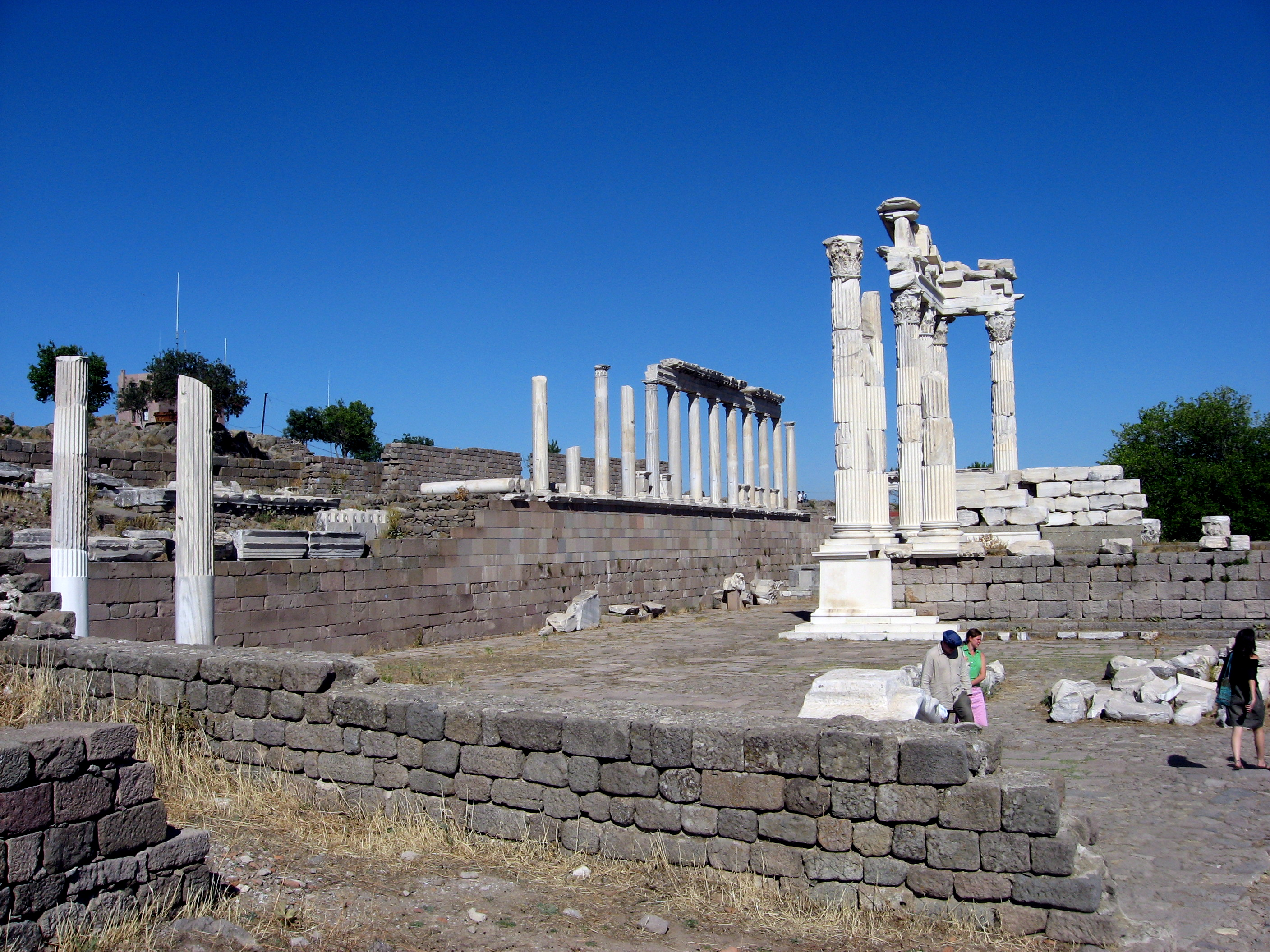
Ruinas del templo.

Estaba situado en la parte norte de la acrópolis de Pérgamo, al noroeste del Templo de Atenea y de la Biblioteca de Pérgamo. Estaba rodeado por un témenos cuadrado de unos 58 × 68 m. El complejo del templo fue uno de los más notables de la Pérgamo romana, y en la actualidad es una de las partes mejor conservadas de la zona arqueológica de la ciudad.
El templo propiamente dicho estaba situado en el centro del foro. Era un templo períptero, construido en mármol, de estilo corintio. Tenía seis columnas en los lados cortos y nueve en los largos. Estaba construido sobre un podio, como en los templos helenísticos tardíos y romanos. La entrada daba al suroeste. El altar estaba, según la costumbre, fuera de la entrada del templo.
Todo el edificio estaba construido sobre una bóveda de cañón. Constaba de once galerías abovedadas. En los lados oeste, norte y este, el foro estaba rodeado de columnatas semicorintias de estilo corintio. La entrada a la plaza estaba en el extremo sur de la columnata más oriental. En el lado sur, el del valle, el complejo estaba sostenido por un gran muro de contención, pero en este lado no había columnata, lo que permitía ver bien el templo desde la acrópolis hasta la ciudad baja y más allá.
En el lugar se han encontrado partes de esculturas de Trajano, Adriano y Zeus Filios, que contribuyen a que el templo romano esté dedicado a Trajano. También se han encontrado en el lugar algunos restos de edificios helenísticos anteriores, incluidos los restos de una exedra.